# Apollo (chanson)
Pour les articles homonymes, voir Apollo.
Chansons représentant la Suisse au Concours Eurovision de la chanson
The Last of Our Kind
(2016) Stones
(2018)
Apollo (en français « Apollon ») est la chanson de Timebelle qui représentera la Suisse au Concours Eurovision de la chanson 2017 à Kiev, en Ukraine.